# Mondi privati
Mondi privati è un film del 1935, diretto dal regista Gregory La Cava.

## Trama
In un decoroso ospedale psichiatrico si alternano ed allacciano le vicende di un primario misogino, un medico frustrato che cerca di sedurre la sorella del suo capo e di un'infermiera ancora non rassegnata per la morte del fidanzato in guerra.